# Jarkend-daria
Jarkend-daria (chiń. upr. 叶尔羌河; chiń. trad. 葉爾羌河; pinyin Yè’ěrqiāng Hé; ujg. ‏يەكەن دەرياسى‎; Yarkant därya) – rzeka w zachodnich Chinach, źródłowy odcinek rzeki Tarym. Jej źródła znajdują się w górach Karakorum, głównym dopływem jest Kaszgar. Długość rzeki wynosi ok. 1000 km, a powierzchnia jej dorzecza to 80 tys. km². Wykorzystywana do irygacji.